# Unravel
Unravel es un videojuego de plataformas y rompecabezas desarrollado por la compañía sueca Coldwood Interactive y publicado por Electronic Arts. Fue anunciado el 15 de junio de 2015 y lanzado en febrero del 2016 para PlayStation 4, Xbox One, y Microsoft Windows. El juego se centra en Yarny, una pequeña criatura antropomórfica hecha de lana, con la cual el jugador navega a través del entorno utilizando la lana desenredada para que Yarny solucione rompecabezas, evite criaturas peligrosas, y atraviese obstáculos.
Unravel ha recibido una recepción favorable al lanzarse, con muchos críticos aclamando, entre sus puntos fuertes, los efectos visuales del videojuego, su protagonista, la banda sonora, y el tono general. Algunos comentarios negativos fueron realizados respecto a los controles, la variedad de rompecabezas y la plataforma.

## Jugabilidad
El juego se centra en su protagonista, Yarny, una pequeña criatura, del tamaño de una manzana, hecha de lana roja. Yarny explora el mundo alrededor haciendo que las cosas pequeñas de cada día se vean enormes, debido a su bajísima estatura. Usando la lana de su propio cuerpo, Yarny crea cuerdas para formar puentes, arrojar objetos, y columpiarlos. Su lana es el principal medio que utiliza para solucionar rompecabezas complejos. Como Yarny se mueve, la lana de que está hecha se desenredada, creando líneas que el jugador tiene que utilizar, resolviendo puzles para progresar a través del juego. También sirve como un desafío extra, ya que si camina demasiado lejos, se desenreda a un marco básico. Esta figura se puede rellenar mediante la interacción de bolas de lana roja en el juego. En esta mecánica, Sahlin ha declarado, "Siempre es divertido jugar con la física. No se trata solamente en resolver puzles. Es también una parte importante de cómo se mueve. A veces es solo viajar, navegando. Ya que siempre dejas un rastro detrás de ti,  puedes cogerlo, subirse y balancearse en él. Tú puedes realizar cosas realmente interesantes cuándo combinas este material."

## Historia

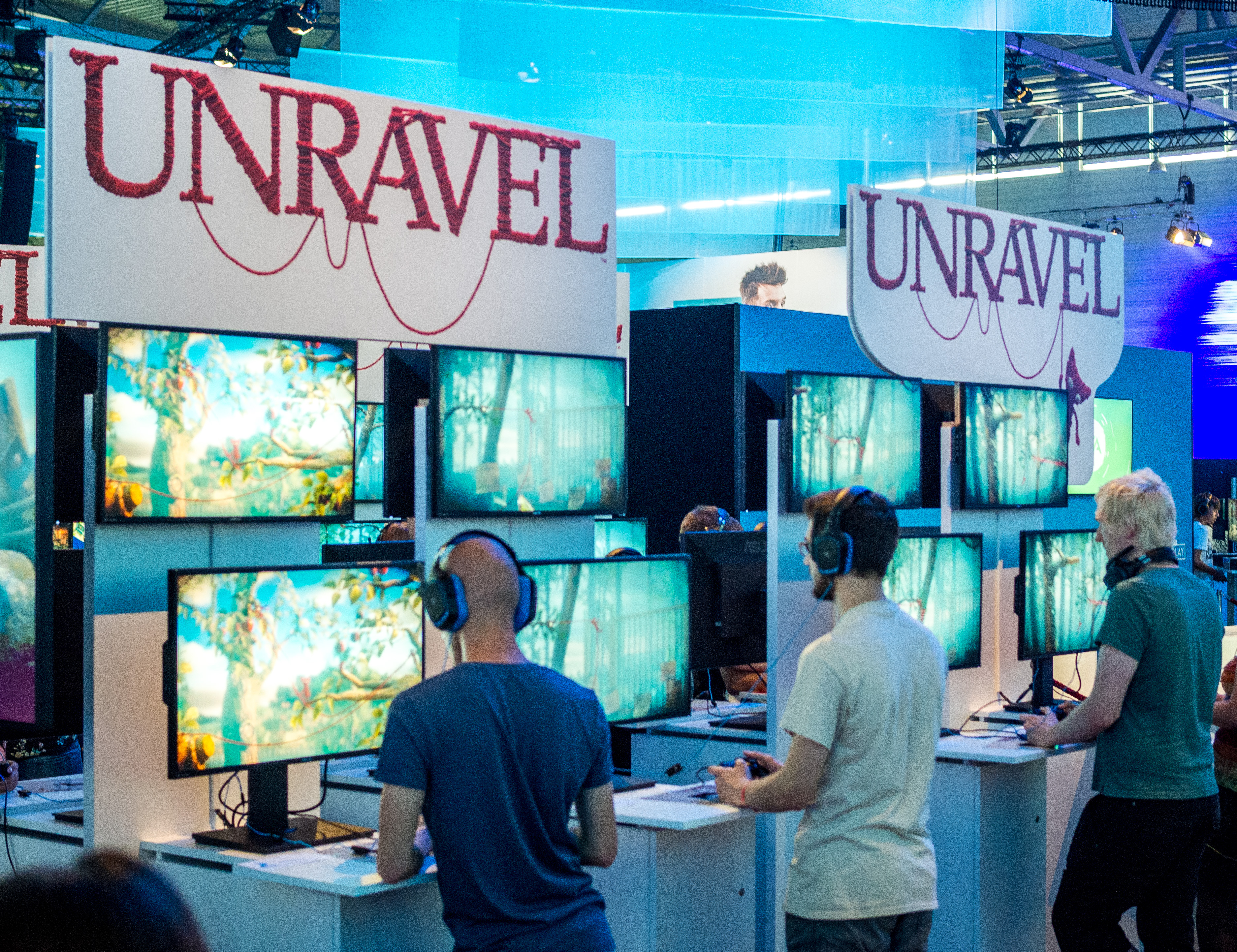
Stand promocional en Gamescom 2015.

Durante la introducción del juego, una anciana se ve mirando fuera de su ventana, antes de que se ajusta una imagen de un bebé y coge una bola de lana. A medida que sube al segundo piso, una bola de lana cae al piso. Yarny, una criatura antropomórfica hecha de lana roja, y el protagonista del juego, entra en acción, y esta visiblemente mirando de manera maravillada su entorno. A través de varios cuadros enmarcados en la casa, Yarny puede visitar varios lugares que fueron significativos en la vida de los dueños del hogar, y descubrir sus memorias sobre los sitios; las memorias iniciales son felices, como visitar la orilla de mar, o yendo de excursión a las montañas, pero finalmente las memorias más oscuras son reveladas: el área del bosque rural está industrializada, la cual causa accidentes con residuos tóxicos, y las personas empiezan a emigrar a la ciudad. Una memoria también revela que el marido de la anciana mujer, falleció ataque al corazón.
Al final de cada nivel, Yarny encuentra una placa de lana roja, que la colecciona en la cubierta de un álbum de fotografías en la casa, el cual entonces llena con las fotos de las memorias encontradas a lo largo del camino. En los últimos dos niveles, sin embargo, Yarny sólo encuentra la mitad de una placa en forma de corazón. En el último nivel, toca en un cementerio, Yarny lucha en su camino a través de una tormenta de nieve para encontrar la otra mitad de la placa, pero resbala de sus manos, y saltando después de ella, Yarny se desenreda completamente, quedando solamente lana roja en el lugar. La mitad de la placa es recogida luego por una mano humana.
Yarny despierta en una mochila de campamento, manteniendo la pieza que falta; va rápidamente a la casa para colocarlo en el álbum de fotografías. Sobresaltado por un niño ingresando a la habitación, Yarny fingió ser un ser inanimado otra vez, y una vez que el niño abandona la sala,  coloca la pieza perdida en su lugar definitivo en la portada del álbum de la fotos, que luego se abre para revelar el paso final y los créditos finales.
De acuerdo a Sahlin, la lana que compone Yarny representa el amor, y que el personaje se desenreda viajando a lugares que a ellos les gustaban.

## Desarrollo
A pesar de que los trabajos anteriores realizados por los desarrolladores de Coldwood recibieron críticas desfavorables, se reportó que Unravel resultó ser bastante prometedor para EA DICE para publicar un contrato con EA. Posteriormente, Unravel fue anunciado en la conferencia E3 en la EA 2015 por el desarrollador del juego y director creativo, Martin Sahlin. Durante la presentación del juego, se observó que Sahlin estaba "reaccionado a su aparición en el escenario como lo haría la mayoría de nosotros: sacudiendóse las manos y con una voz temblorosa." Su presentación nerviosa y entusiasmada de Unravel se encontró con una recepción positiva de la audiencia en la conferencia. Tras el anuncio, Sahlin se convirtió en el foco de los mensajes de agradecimientos y fanart en las redes sociales como Twitter y Tumblr.
El juego en sí mismo, en especial su estética, fue también bien recibido después de su anuncio; VG247 afirmó que Unravel era, "el mejor juego visualmente impresionante, lanzado por EA". Las reacciones iniciales también fueron comparados con Limbo y la serie LittleBigPlanet de Sony.
El 14 de diciembre de 2015, EA anunció que el juego se lanzaría en todo el mundo el 9 de febrero de 2016.
Los fondos y los rompecabezas del juego son inspirados en el paisaje de Umeå, Suecia; Sahlin se inspiró para el juego después de crear una muñeca yarni con alambres de neumático y lana durante un viaje de campo familiar en el norte de Suecia. Sahlin ha elaborado, " vivimos en los palos. Es una ciudad muy pequeña , muy lejos al norte, cerca del círculo Ártico. Allí no hay muchos habitantes, pero sí grandes extensiones de campo. Yo quería compartir algo de eso, algunos de los sitios que me encanta. Creo realmente que no se ve eso en los videojuegos. Se tiende a ver las cosas más fantásticas."
Además de su diseño, el juego se ejecuta en Sony PhyreEngine.
El 21 de enero de 2016, EA abandonó la marca "Unravel" después de que su aplicación fuese rechazada por la Oficina de Patentes de los Estados Unidos. A pesar de eso, la compañía confirmó que el juego podría conservar su título.

## Recepción
Unravel recibió "críticas generalmente favorables" según las críticas realizadas en el sitio web Metacritic
Jeff Marchiafava desde Game Informer calificó el juego un 7.75 de 10 y escribiendo: "La satisfacción de las plataformas, historia reflexiva, y un protagonista adorable hace de [Unravel] un viaje interesante." Marchiafava elogió los efectos visuales del juego y su estética global para dar la motivación de jugador para terminar el juego, incluso si la jugabilidad se vuelve repetitiva. También alabó la banda sonora para reforzar maravillosamente los temas del juego.
Peter Paras de Game Revolution dio al juego una puntuación de 3 de 5. Elogió al protagonista Yarny por ser completamente "adorable" durante el juego y llamó a los efectos visuales "de primera categoría". A Paras no le agradó el inconsistente diseño de los puzles, los "torpes" controles, y la necesidad involuntaria de dar marcha atrás tras agotarse la lana, la que describió como el ''peor aspecto'' del juego".
Rob Crossley de GameSpot, alabó la presentación global del juego, el cual piensa que es su característica definitiva, pero criticó la cantidad de profundidad en la mecánica en los juegos reales. Le dio al juego un puntaje de 7 de 10 y resumiendo su opinión con: "Unravel posee maravillosos sonidos y fondos que no escaparán de vuestra memoria tan pronto. Pero aprecio únicamente la jugabilidad,  es todo lo que tiendo a temer de los proyectos independientes; Bello, sincera, pero al igual que el propio Yarny, no lo suficiente robusto."
Louise Blain de GamesRadar calificó el juego con 4.5 de 5, diciendo: "Unravel va mucho más allá que solo niveles bonitos. Hermoso, conmovedor y con mano de hierro en vuestros corazones, Yarny logra fácilmente entregar un estupendo juego de plataforma y un mensaje agridulce." Incluso aunque critica los niveles posteriores por no siendo tan robustos como otros niveles, Blain alabó la mecánica del puzles, la banda sonora, el protagonista, y los efectos visuales.
Daniel Krupa desde IGN puntuó el juego un 8.3 de 10, escribiendo: "Unravel me llevó a un viaje sorprendentemente pensativo y reflexivo, el cual me animó para apreciar lo pequeño e insignificante con cada paso. Como puzzler tiene encanto debido a que Yarny está comprometiendo habilidades, pero como experiencia de plataforma es menos notable. Pero para juzgarlo sólo en estos aspectos mecánicos sería pasar por alto su más grande logro: la forma que provoca emociones de manera sutil y complejas a través del uso de la naturaleza y la nostalgia. Todo esto hace de una aventura sincera, afectuosa, y extremadamente agradable."

## Secuela
En mayo del 2016, el Vicepresidente Ejecutivo de EA Patrick Söderlund anunció que habían extendido su contrato con Coldwood Interactive, y que estarían involucrados en la edición de su próximo proyecto. EA más tarde confirmó que el equipo desarrollador está trabajando en una secuela ambientada en el universo de Unravel.
El 9 de junio del 2018, durante la E3 de ese año, EA presentó un tráiler y un gameplay en vivo de Unravel Two, y además de presentarlo, se anunció que estaría disponible a partir de ese momento en PS4, Xbox One y PC.